# Carl-Gustaf Tiselius
Carl Gustaf (Carl-Gustaf) Hugo Tiselius, född 6 april 1920 i London, död 8 mars 2018 i Stockholm, var en svensk militär.

## Biografi
Tiselius avlade officersexamen vid Krigsskolan 1942 och utnämndes samma år till fänrik vid Svea livgarde, där han befordrades till löjtnant 1944 och till kapten 1953. Åren 1956–1957 tjänstgjorde han i FN-insatsen i Gazaremsan. Han var detaljchef vid Arméstaben 1961–1966, befordrad till major 1962 och överstelöjtnant 1965. Åren 1966–1967 tjänstgjorde han vid Livgrenadjärregementet, 1967–1971 som chef för Utbildningsavdelningen vid Arméstaben och 1971–1972 åter vid regementet, befordrad till överste 1971. Han var tillförordnad chef för Infanteriets aspirant- och kadettskola 1971–1972 och ordinarie chef 1972–1976. År 1976 befordrades han till överste av första graden och var chef för Hallands regemente samt befälhavare för Hallands försvarsområde 1976–1980.
Carl-Gustaf Tiselius var son till Daniel Tiselius och Alida Falck, som var dotter till Constantin Falck. Han gifte sig 1966 med biblioteksassistent Christina Lagerfelt, dotter till Axel Lagerfelt och Stina von Stockenström.

### Utmärkelser
- Riddare av första klass av Svärdsorden, 1962.[8]